# Dragan Mladenović (handballer)
Dragan Mladenović (Servisch: Драган Младеновић) (Pirot, 29 maart 1956) is een voormalig Servisch handballer.
Op de Olympische Spelen van 1984 in Los Angeles won hij de gouden medaille met Joegoslavië, nadat men in de finale West-Duitsland had verslagen. Mladenović speelde twee wedstrijden.
Zlatan Arnautović · Mirko Bašić · Jovica Elezović · Mile Isaković · Pavle Jurina · Milan Kalina · Slobodan Kuzmanovski · Dragan Mladenović · Zdravko Rađenović · Momir Rnić · Branko Štrbac · Veselin Vujović · Veselin Vuković · Zdravko Zovko